# شاهزاده (فیلم ۲۰۲۳)
شاهزاده (انگلیسی: Prince) (به هندی: Shehzada) فیلم هندی اکشن هندی-زبان، محصول سال ۲۰۲۳ است که کارگردانی آن برعهده روهیت داوان بود. بازیگران اصلی این فیلم، که بازساخته ای از فیلم جایی در ویکنتاپورام (۲۰۲۰) می‌باشد، کارتیک آریان به همراه کریتی سانون، پارش راوال، مانیشا کویرالا، راجپال یاداو، رونیت روی و ساچین خدکار هستند.
فیلمبرداری اصلی در ماه اکتبر ۲۰۲۱ شروع شد و در ماه ژانویه ۲۰۲۳ خاتمه پیدا کرد. صحنه‌های فیلمبرداری به‌طور وسیع در بمبئی، دهلی و موریس انجام گرفت. موسیقی فیلم و آلبوم موسیقی متن توسط پریتام چاکرابورتی ساخته شد. در ابتدا قرار بود این فیلم در روز ۱۰ فوریه ۲۰۲۳ اکران شود ولی بعد از موفقیتی که فیلم پتان در گیشه کسب کرد، فیلم شاهزاده یک هفته بعد در روز ۱۷ فوریه اکران گردید. فیلم با نظرات منفی منتقدان مواجه شد و اکران ناموفقی را پشت سرگذاشت.